# 大阪セントラル自動車教習所
大阪セントラル自動車教習所（おおさかセントラルじどうしゃきょうしゅうじょ）は、かつて大阪府に存在した指定自動車教習所。
当時の所在地は大阪市城東区永田3-2-36。
普通自動車の他、自動二輪車の教習も行っていた。
当時は珍しい通いの14日間短期集中コースもあった。

## 沿革
- 2007年
  - 2月：新規入校受付停止
  - 6月：閉鎖

## 備考
- 野茂英雄はここの卒業生。